# Helmut Kolle
Helmut Kolle (24. února 1899 Berlin-Charlottenburg, Německo – 17. listopadu 1931 Chantilly, Oise, Francie) byl německý malíř, který ve dvacátých letech 20. století dosáhl ve Francii velkého úspěchu a spojil německý modernistický styl s francouzským malířstvím.

## Životopis
Kolle se narodil v Berlíně-Charlottenburgu, jako druhý syn významného bakteriologa Wilhelma Kolleho (1868–1935) a Helene Alwine Brigl. Jeho otec původně pracoval v berlínském Institutu Roberta Kocha a poté v roce 1906 přesídlil se svou rodinou do Bernu ve Švýcarsku. Tam Kolle také studoval malbu a kresbu.
V roce 1917 se rodina přestěhovala do Frankfurtu, kde se Wilhelm Kolle stal ředitelem Královského institutu experimentální terapie (nyní Institut Paula Ehrlicha). V roce 1918 se Helmut Kolle setkal se svým obchodním partnerem a milencem a uměleckým patronem Wilhelmem Uhdem, sběratelem umění, a přestěhoval se s ním do Výmaru. Po prvních zkušenostech začínajícího spisovatele se Kolle stále více zaměřoval na malbu, přičemž v letech 1918/19 se jeho uměleckou mentorkou stala Erna Pinnerová, což umožnily Uhdeovy kontakty ve světě umění.

## Kariéra
V roce 1923 uspořádal Uhde ve své galerii v Berlíně první výstavu Kolleových obrazů. V roce 1924 se Kolle a Uhde přestěhovali do Paříže, kde byl Kolle silně ovlivněn díly Pabla Picassa a Georgese Braqueho. V roce 1925 následovala velmi úspěšná výstava, kterou dokonce oslavil Jean Cocteau básní o jednom obraze. Na výstavě v roce 1926 byly také prodány téměř všechny vystavené obrazy a v této době se začal Helmut Kolle pod své obrazy podepisovat „Kolle“ místo toho, aby používal svůj dřívější pseudonym „Helmut vom Hügel“ (což je složitá slovní hříčka založená na skutečnosti, že latinské slovo colle, které zní jako Kolle, je ablativem slova collis, „kopec“, a v kombinaci s vhodnou předložkou může znamenat „z kopce“ - což se pak do němčiny překládá jako vom Hügel). V roce 1926 se Uhde přestěhoval do Chantilly, kde se k němu později v roce 1928 připojil Kolle. Tehdy se Kolleho zdravotní stav zhoršil.
Kolle trpěl od roku 1922 endokarditidou. V létě 1931 se jeho zdravotní problémy zhoršily a v listopadu toho roku zemřel. Byl pohřben na hřbitově Cimetière du Bois de Bourillon v Chantilly.

## Dílo
Kolleovy obrazy pokud zobrazují lidi, ukazují často muže v různých okamžicích svlékání nebo v jiné mírně sugestivní póze. Buď ukazuje (v jeho dřívějších pracích) velmi žensky vyhlížející chlapce, nebo (později v jeho kariéře) velmi svalnaté muže, posun byl pravděpodobně ovlivněn ideály mužnosti, jak jsou vylíčeny v románech Henryho de Montherlanta. Přes toto docela zjevné erotické zabarvení jeho obrazů Kolle přísně tajil svou homosexualitu a vztah s Uhdem na rozdíl od otevřenosti jiných homosexuálních umělců ve Francii nebo Německu v té době, jako např. Klaus Mann.
Po Kolleově smrti se kromě četných výstav v menších evropských galeriích uskutečnily velké výstavy jeho děl v Hamburku (1952 a 2011), Saské Kamenici (2010) a Mnichově (1994). V Anglii byla Lucy Wertheim nejvýznamnější propagátorkou Kolleova díla - vystavovala Kolleho obrazy ve své londýnské galerii v letech 1930, 1931, 1934, 1935 a 1938.

## Galerie

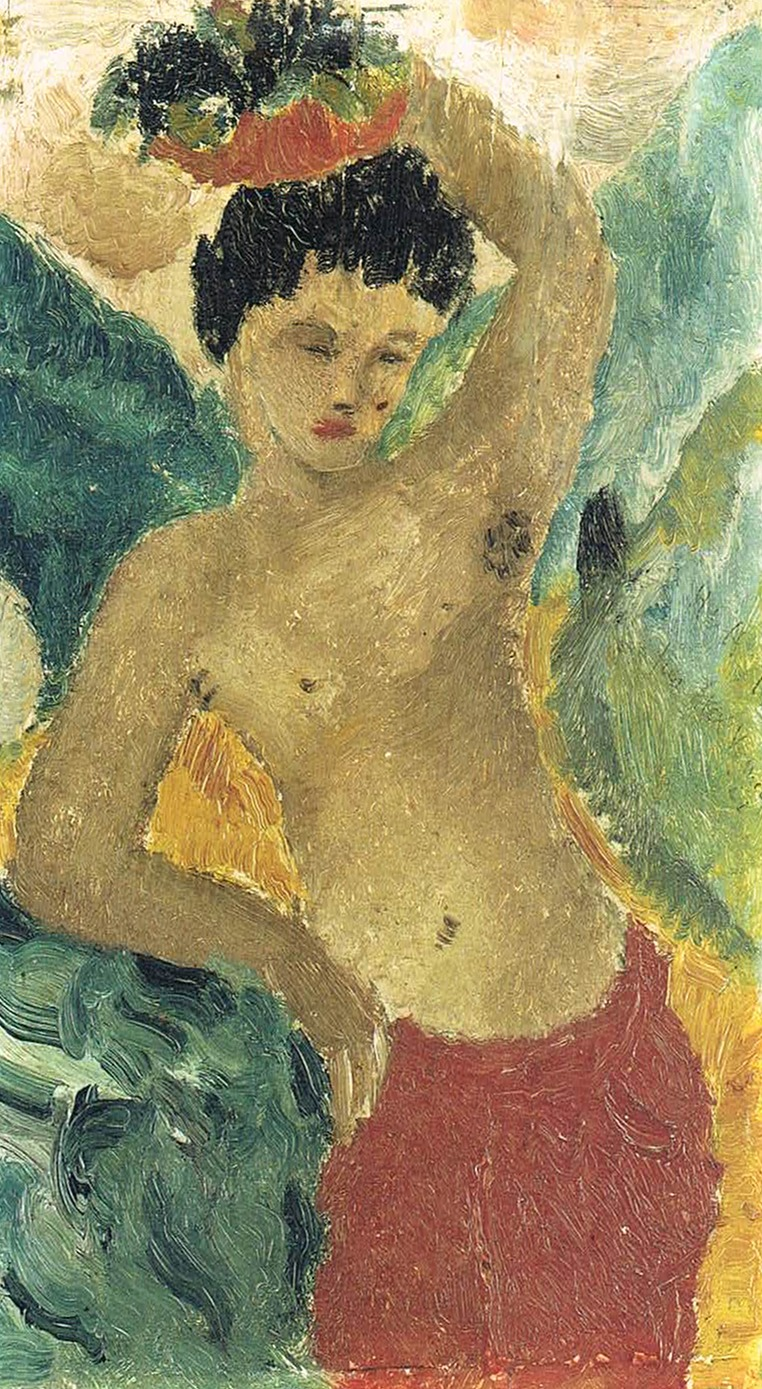
Chlapec s košíkem ovoce, asi 1922
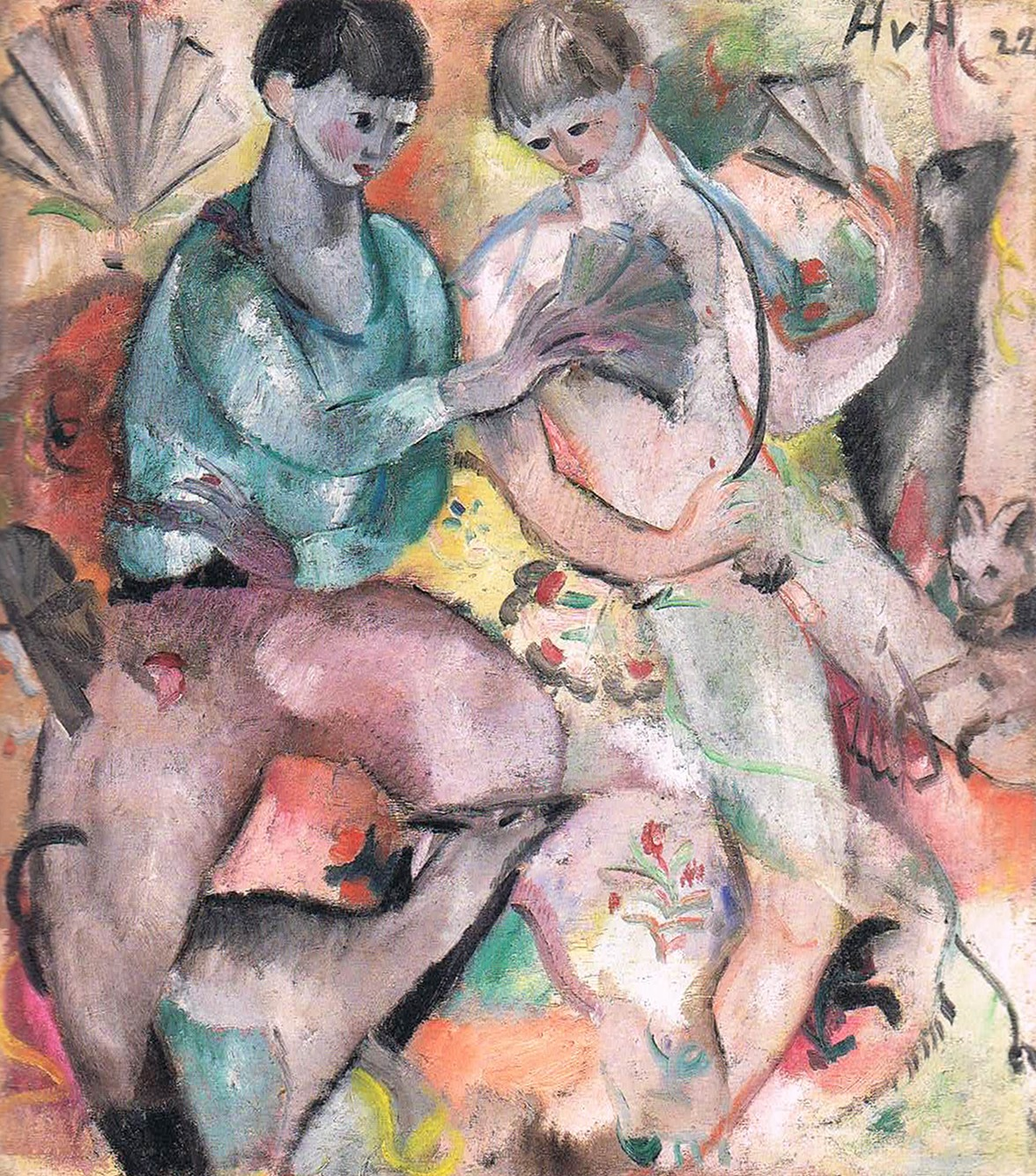
Chlapci s vějířem, 1922
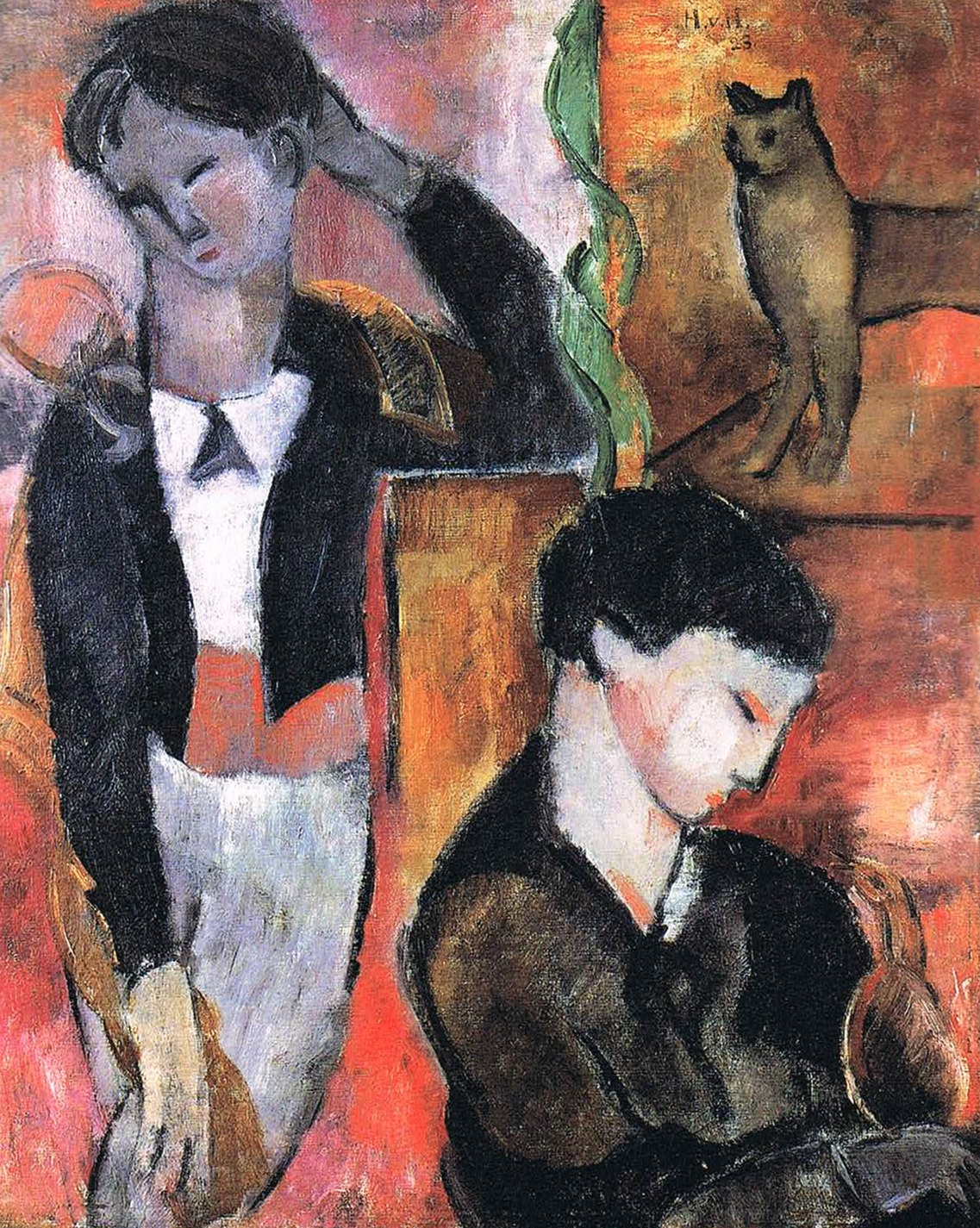
Dva chlapci s kočkou a ptákem, 1923
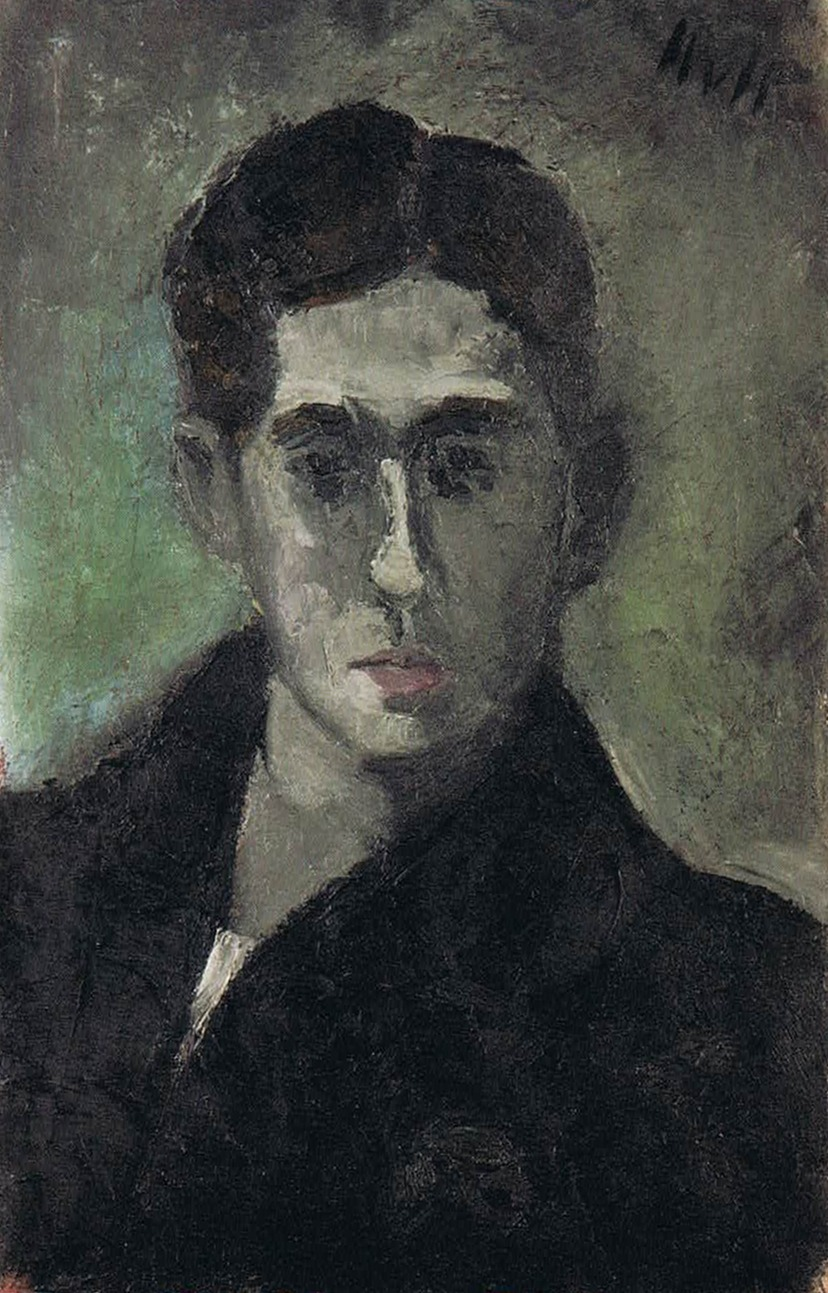
Autoportrét, 1923
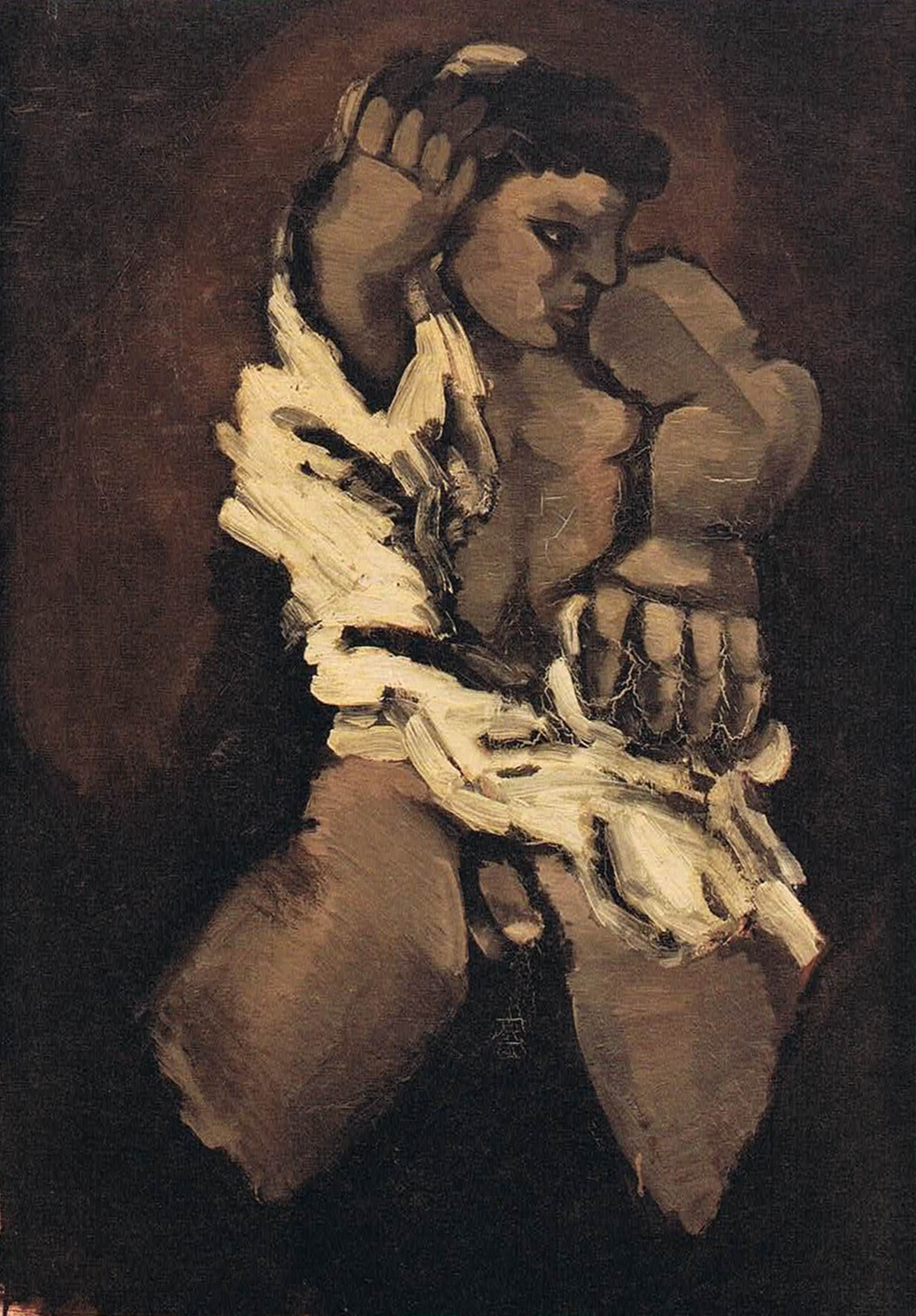
Chlapec oblékající si košili, 1924
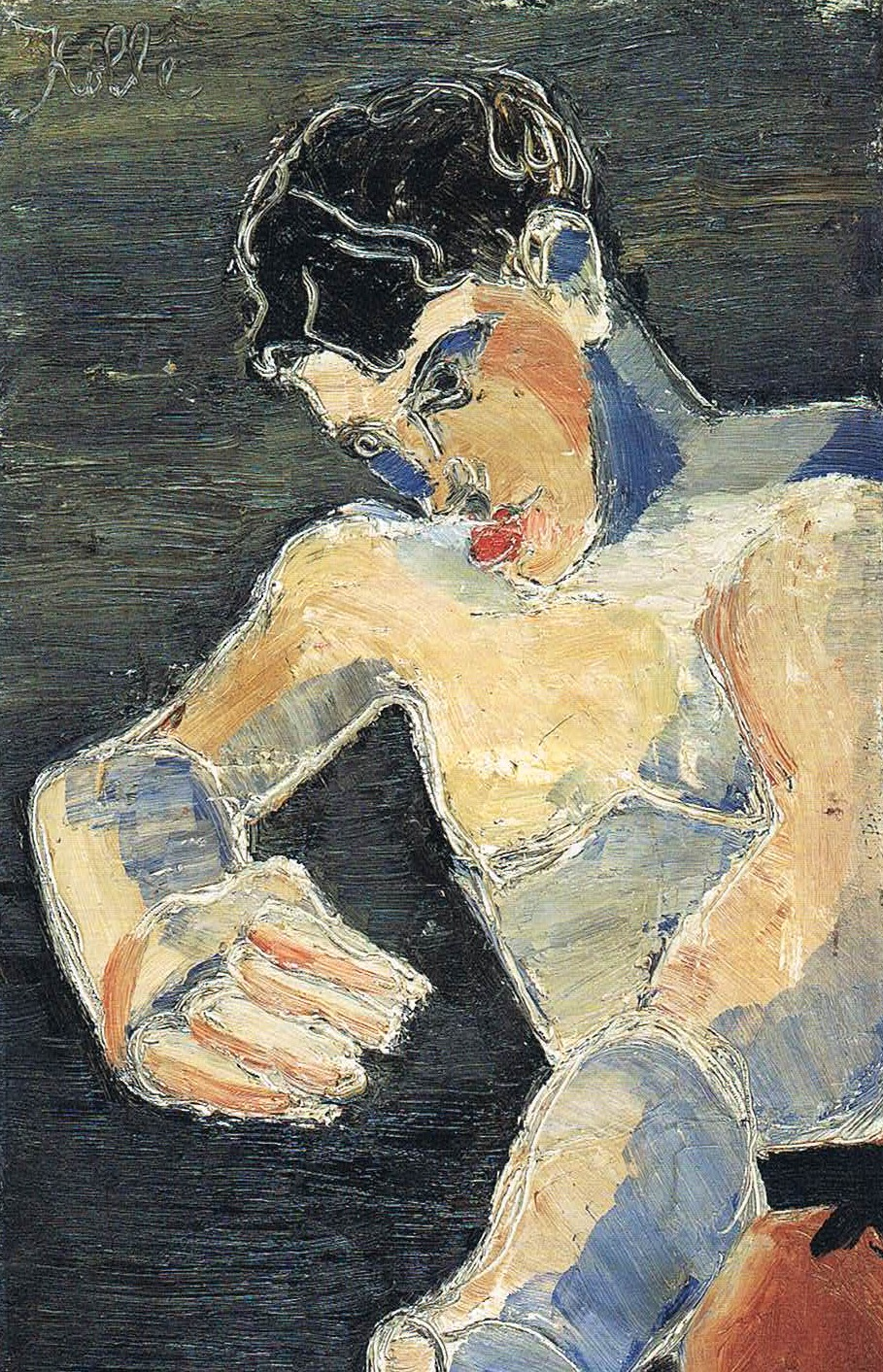
Mladý boxer (autoportrét), 1925

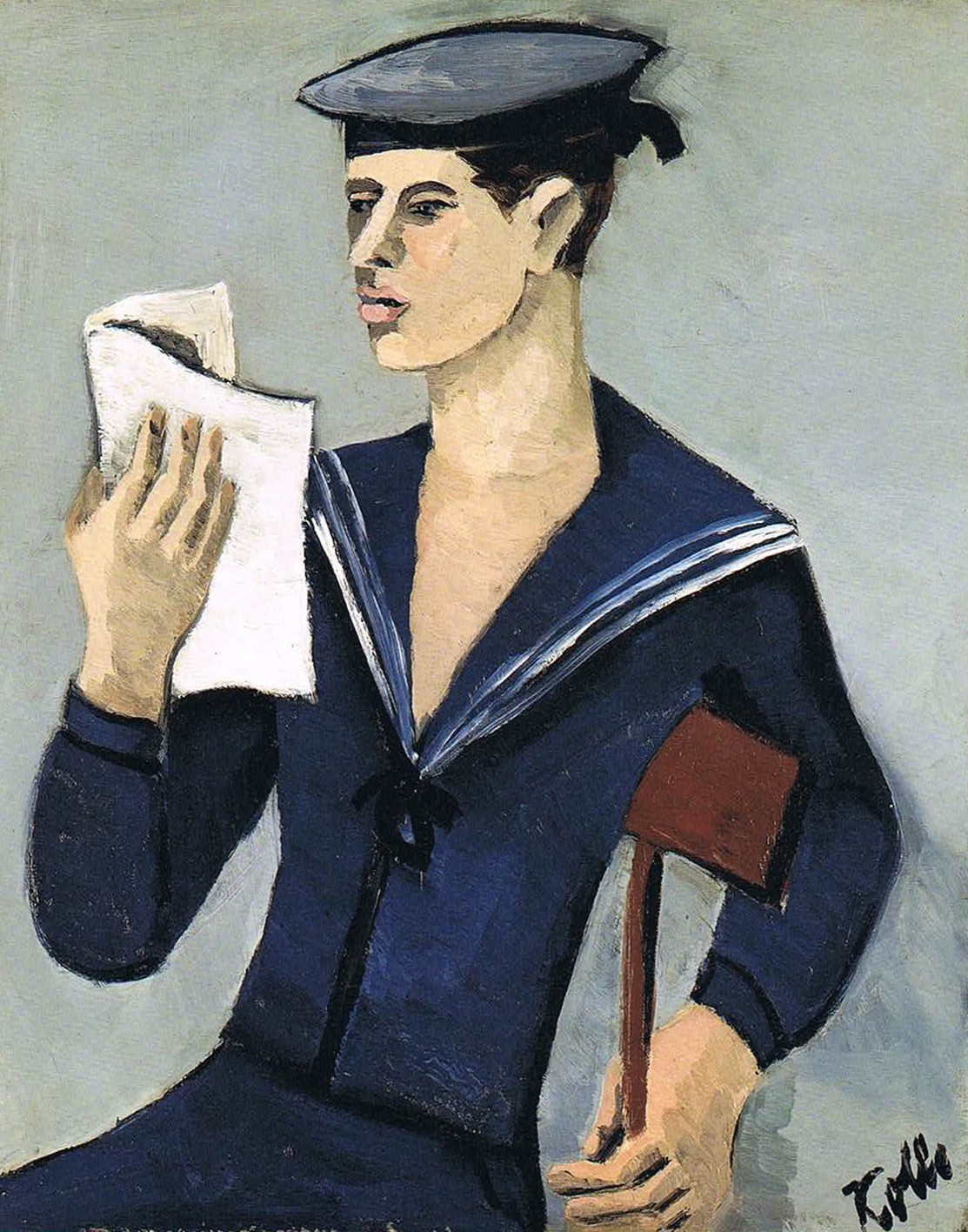
Čtoucí námořník, 1926/1927
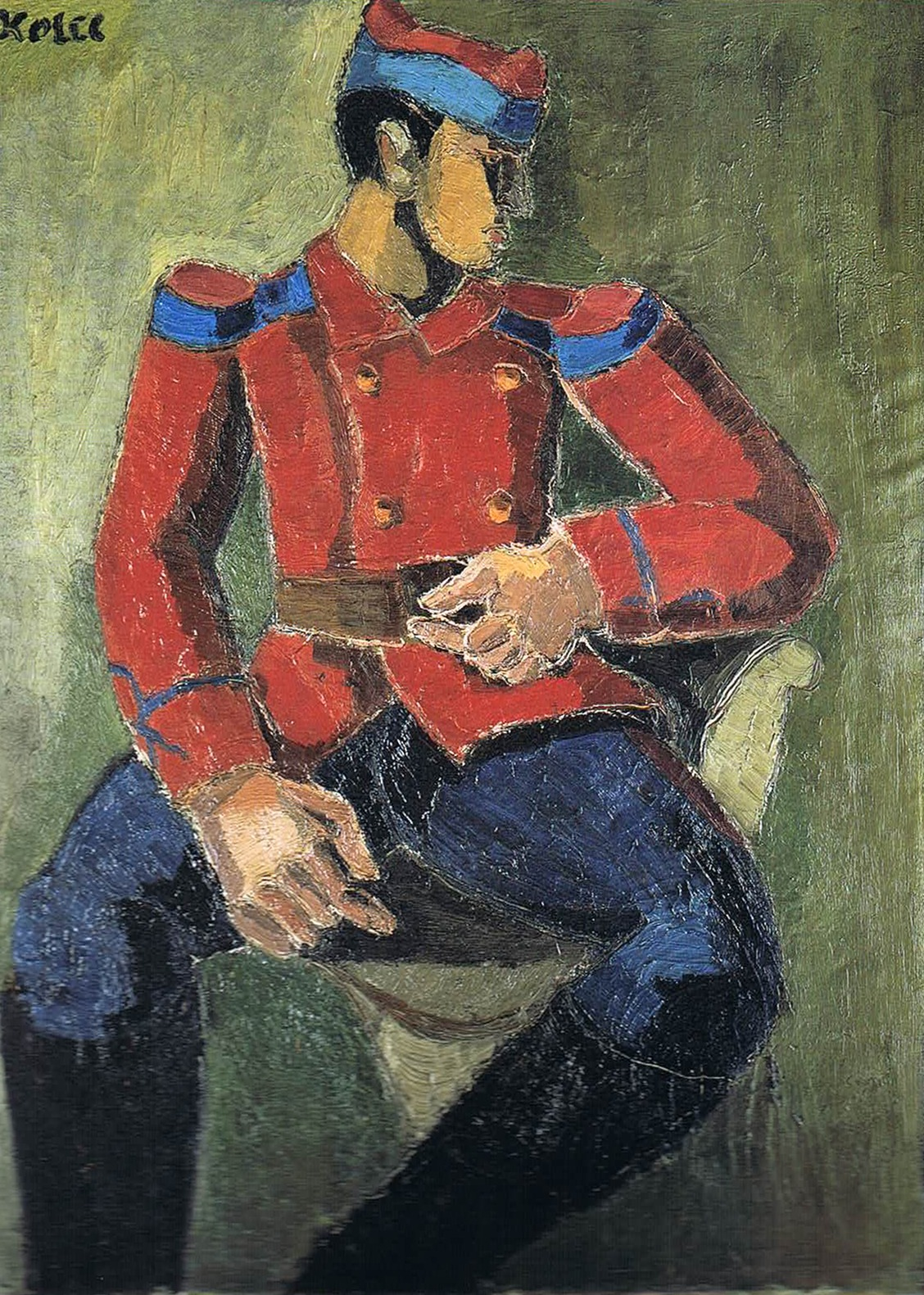
Sedící voják, 1926/1927
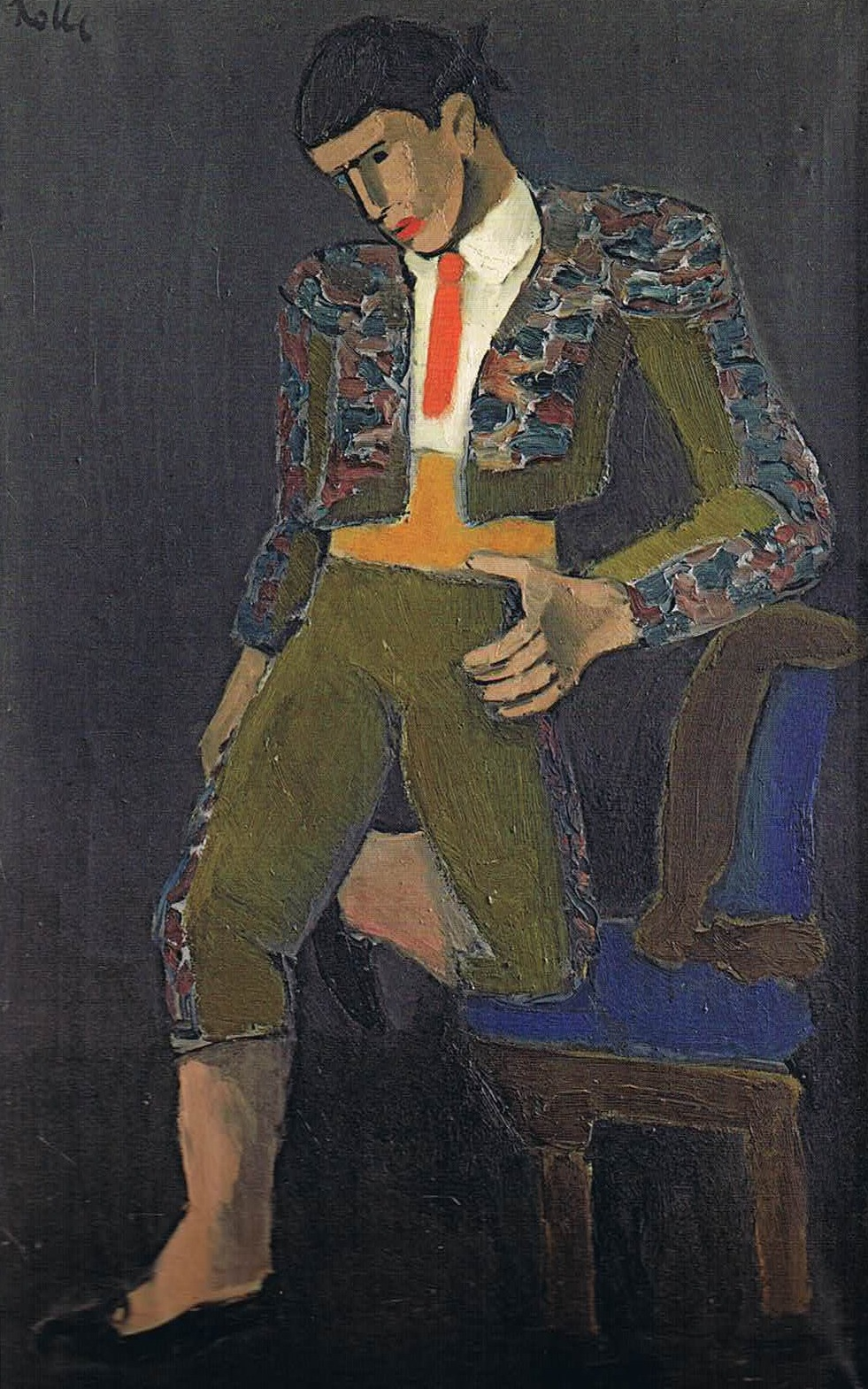
Toreador u židle, asi 1927
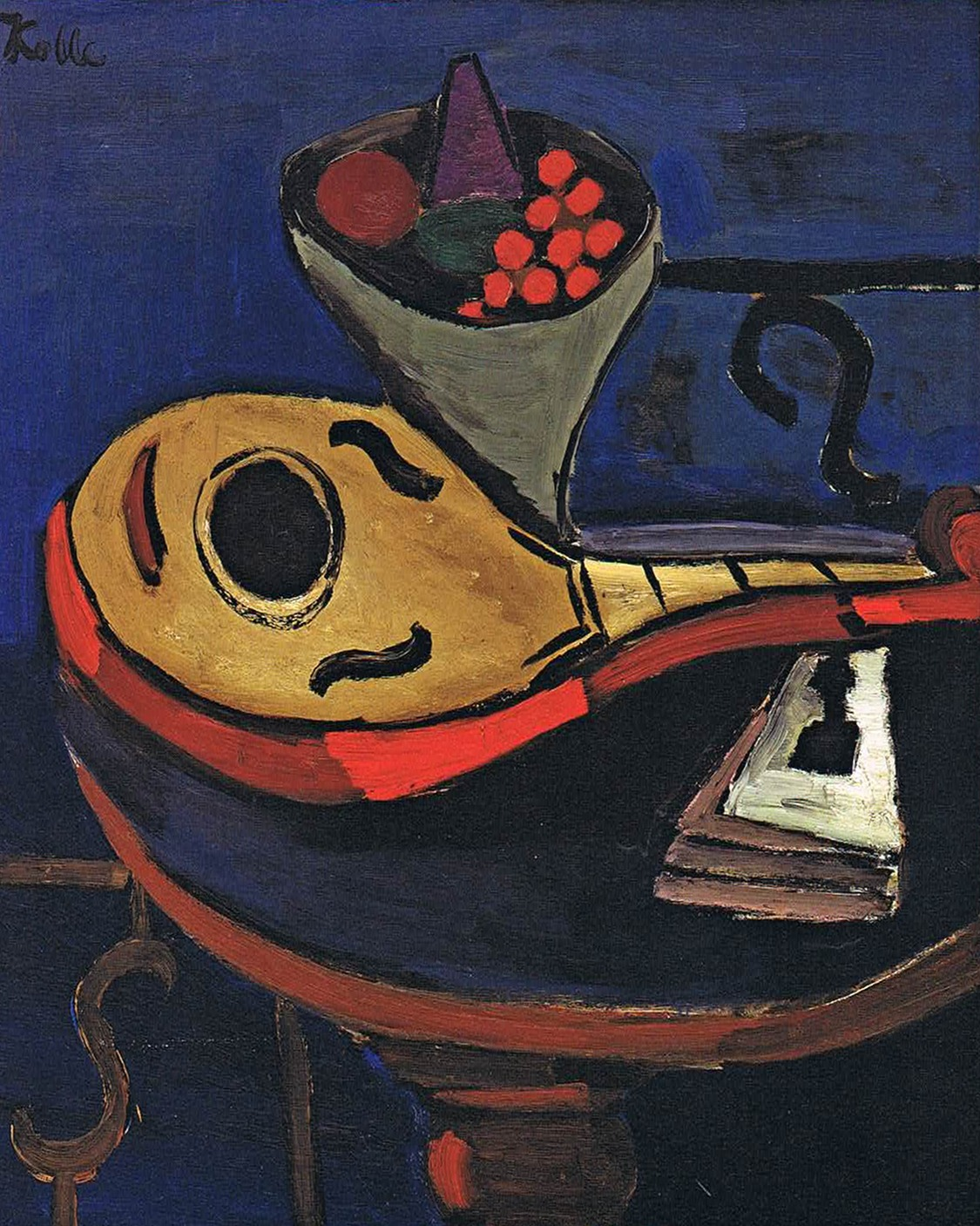
Mandolina a mísa s ovocem, asi 1928–1930
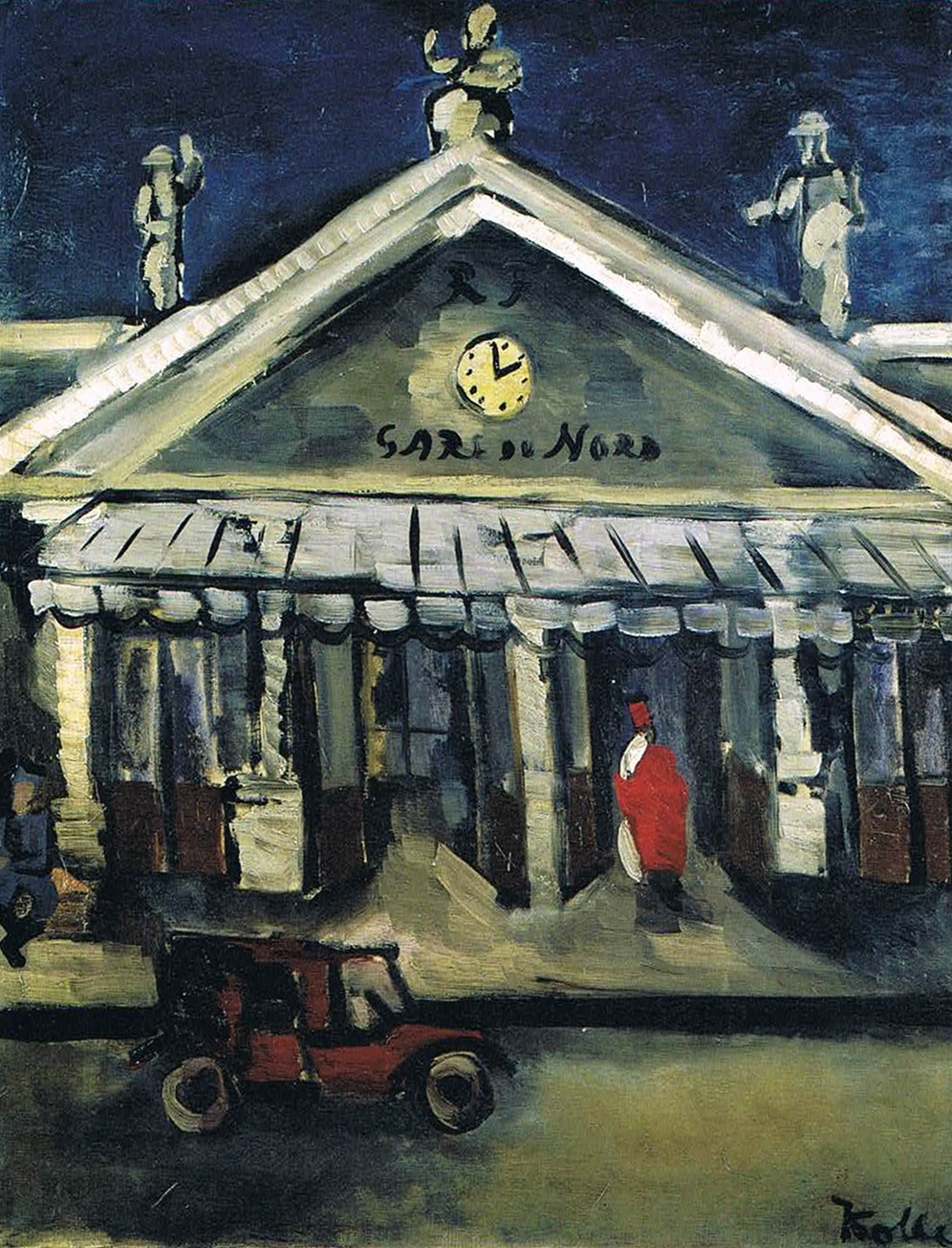
Severní nádraží, asi 1929
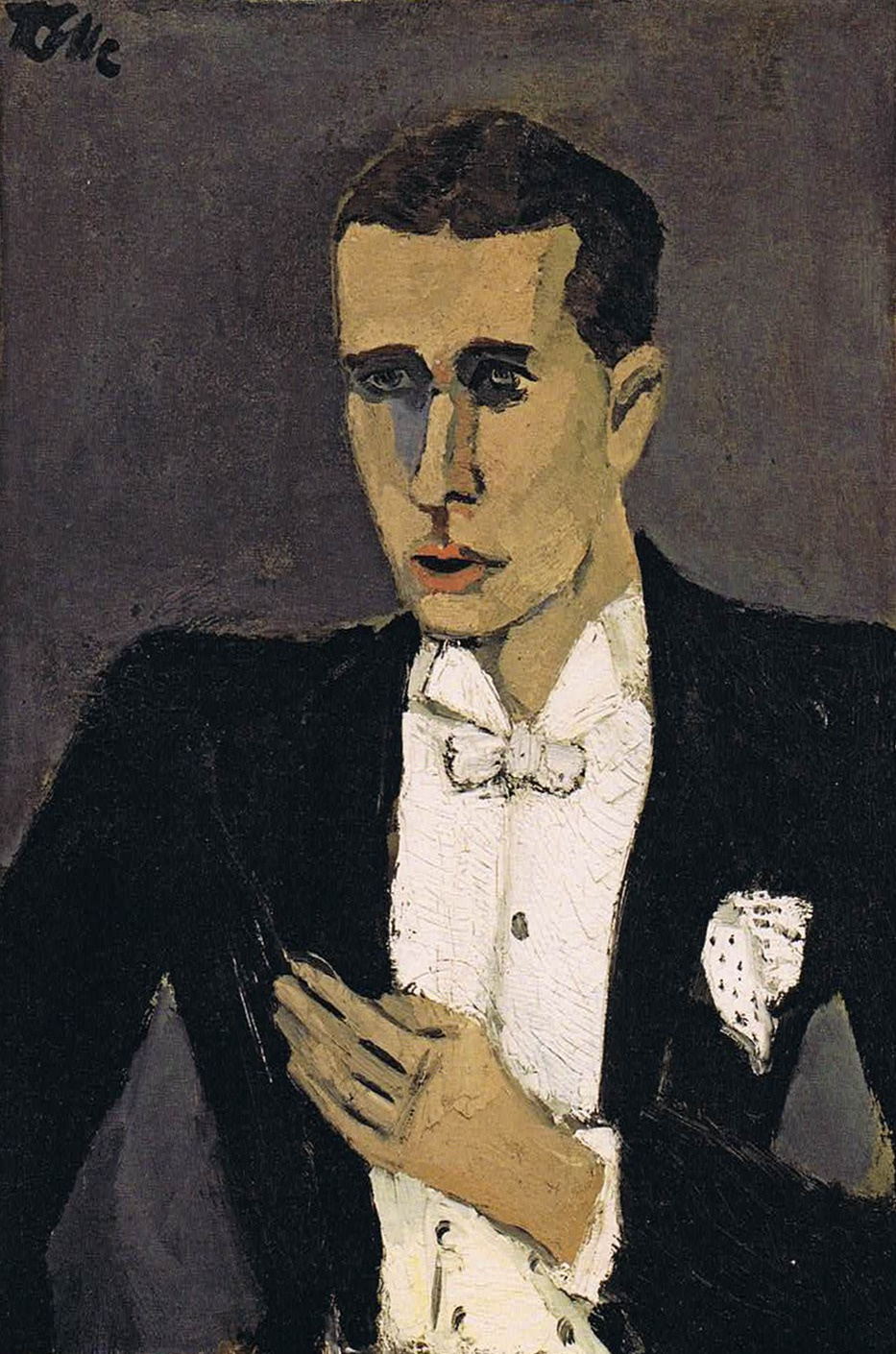
Autoportrét s bílým motýlkem, 1931